# Bhijer
Bhijer (nep. भिजेर) – gaun wikas samiti w zachodniej części Nepalu w strefie Karnali w dystrykcie Dolpa. Według nepalskiego spisu powszechnego z 2001 roku liczył on 89 gospodarstw domowych i 390 mieszkańców (210 kobiet i 180 mężczyzn).